# Fokozat

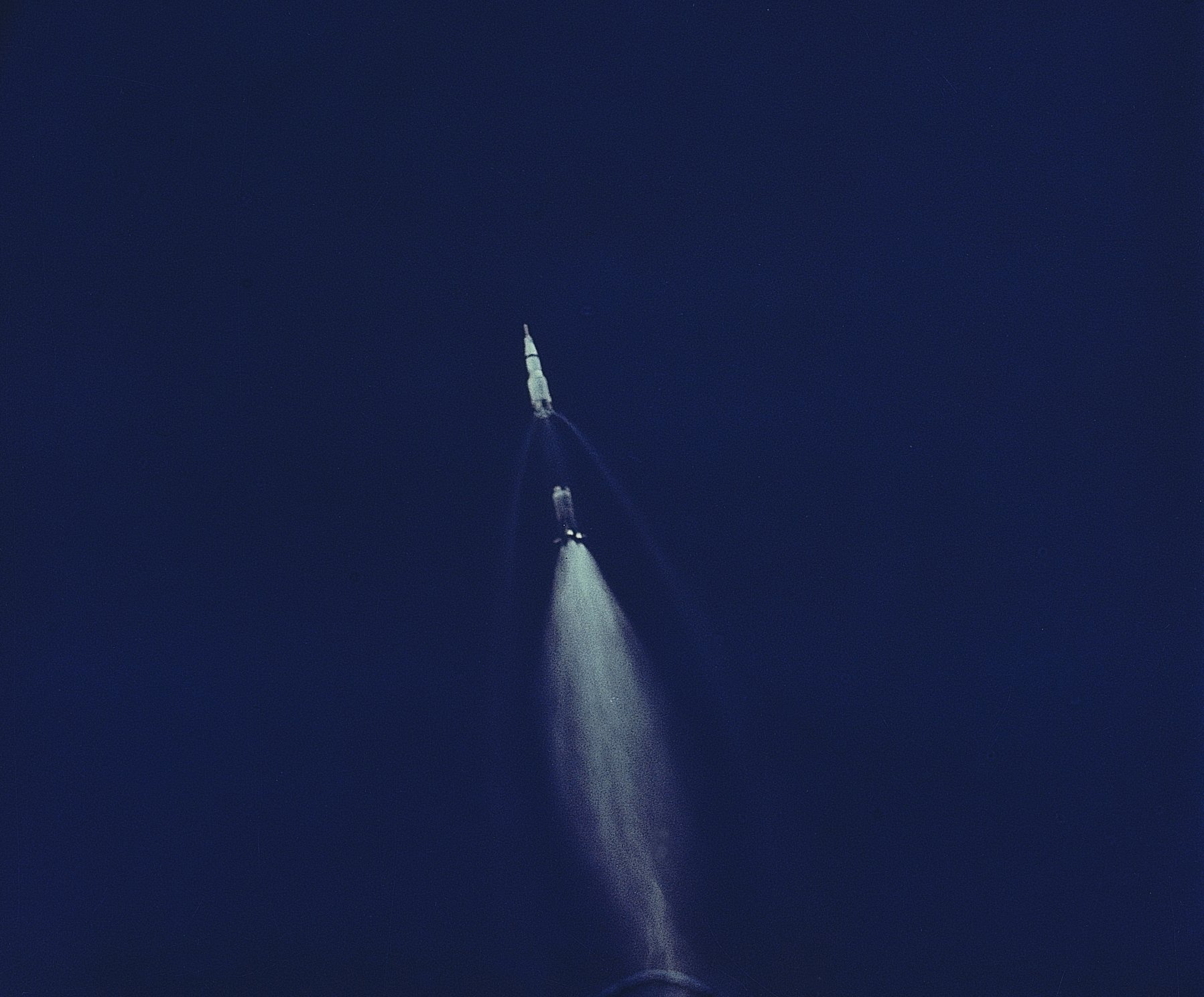
A Saturn V hordozórakéta S–IC jelű első fokozatának leválása az Apollo–11 űrrepülésen

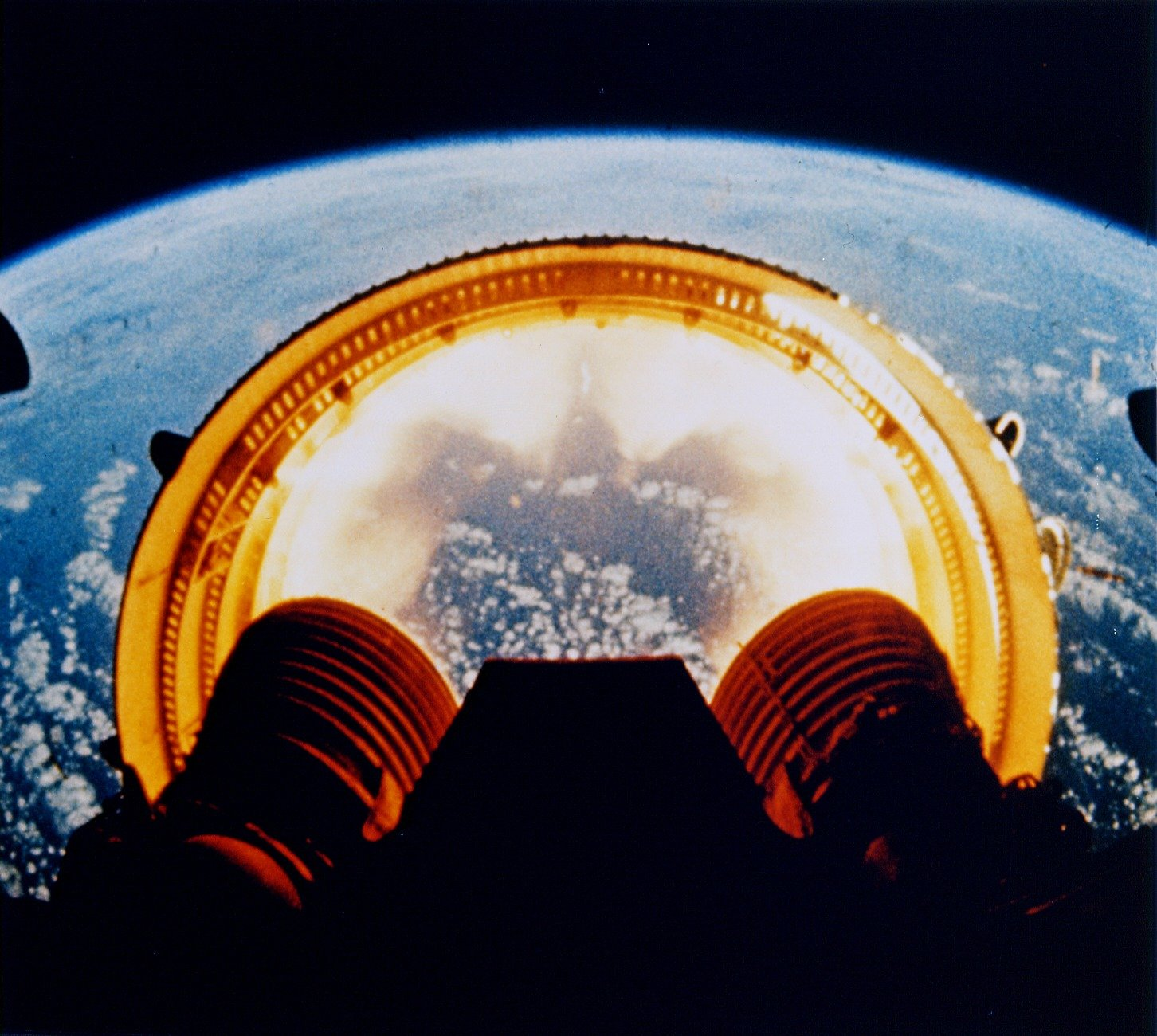
A Saturn V hordozórakéta S–IC jelű első fokozatát összekötő elem leválása az S–IIB második fokozatból fényképezve.

A rakétafokozat (vagy lépcső) a több fokozatú (több lépcsős) rakéták része, mely a röppálya egy meghatározott részén, tolóerőt előállítva működik, majd leválik. Részei a hajtómű, a táprendszer, a tüzelőanyag- és az oxidálóanyag-tartályok, a vezérlő berendezés és a leválasztást végző  berendezés. A több fokozatú rakéták az egy fokozatúaknál gazdaságosabban működnek, mert az elégetett üzemanyag üres tartályait a  leválasztásuk után már nem kell tovább gyorsítani. Űrhajózási hordozórakéták esetében a fokozatok száma rendszerint kettő és öt közötti.
A többfokozatú rakéták lehetnek soros (ekkor a rakétafokozatok egymás mögött vannak) vagy párhuzamos (ekkor egymás mellett is vannak rakétafokozatok) elrendezésűek. Az első fokozat az, amelyiket először gyújtják be, az utolsó fokozat rendszerint a hasznos teherrel közel megegyező pályára áll. Égitestek felszínéről indulva az alsó fokozatok visszahullanak a felszínre.